# Liste der Biografien/Kej
Liste der Biografien |
Portal Biografien |
Personensuche
# |
A |
B |
C |
D |
E |
F |
G |
H |
I |
J |
K |
L |
M |
N |
O |
P |
Q |
R |
S |
T |
U |
V |
W |
X |
Y |
Z |
?
 
Ka |
Kb |
Kc |
Kd |
Ke |
Kf |
Kg |
Kh |
Ki |
Kj |
Kl |
Km |
Kn |
Ko |
Kp |
Kr |
Ks |
Kt |
Ku |
Kv |
Kw |
Ky |
Kx |
Kz
 
Kea |
Keb |
Kec |
Ked |
Kee |
Kef |
Keg |
Keh |
Kei |
Kej |
Kek |
Kel |
Kem |
Ken |
Keo |
Kep |
Ker |
Kes |
Ket |
Keu |
Kev |
Kew |
Kex |
Key |
Kez
Die Liste der Biografien führt alle Personen auf, die in der deutschsprachigen Wikipedia einen Artikel haben. Dieses ist eine Teilliste mit 9 Einträgen von Personen, deren Namen mit den Buchstaben „Kej“ beginnt.

## Kej

### Kejc
- Kejcz, Yvonne (* 1949), deutsche Sozialwissenschaftlerin und Erwachsenenbildnerin

### Keje
- Kejelcha, Yomif (* 1997), äthiopischer Langstreckenläufer
- Kejeta, Melat Yisak (* 1992), deutsche Langstreckenläuferin äthiopischer HerkunftMelat Yisak Kejeta (* 1992)

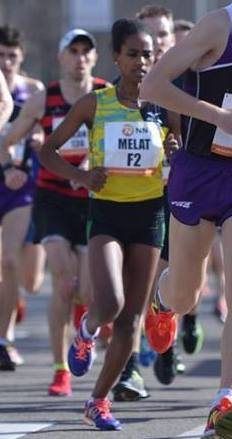
Melat Yisak Kejeta (* 1992)

### Kejl
- Kejlstrup, Malene (* 2002), dänische Radrennfahrerin

### Kejo
- Kejo, Berzan (1960–2023), syrisch-deutscher autodidaktischer Künstler, Filmemacher, Mediendesigner, Autor und zertifizierter 3D-Spiele-Entwickler kurdischer Herkunft

### Kejr
- Kejriwal, Arvind (* 1968), indischer Politiker (Aam Aadmi Party)

### Kejv
- Kejval, Miloslav (* 1973), tschechischer Radrennfahrer

### Kejz
- Kejžar, Alenka (* 1979), slowenische Schwimmerin
- Kejžar, Nataša (* 1976), slowenische Schwimmerin